# Elne
Elne (auf Katalanisch Elna) ist eine französische Stadt im Département Pyrénées-Orientales der Region Okzitanien. Die 9479 Einwohner (Stand 1. Januar 2022) der Stadt nennen sich Illibériens.

## Geographie
Elne liegt am Tech, zwölf Kilometer südlich von Perpignan, sieben Kilometer nördlich von Argelès-sur-Mer, sechs Kilometer vom Mittelmeer entfernt im Hinterland von Saint-Cyprien, in Nachbarschaft zu den Orten Palau-del-Vidre, Latour-Bas-Elne, Alénya, Corneilla-del-Vercol, Montescot, Bages und Ortaffa und ist umgeben von Aprikosen- und Pfirsichplantagen.

## Geschichte
Die Anhöhe von Elne, auf dessen Kuppe heute das ehemalige bischöfliche Kloster liegt, und seine umgebende Landschaft war nach archäologischen Forschungen seit dem Neolithikum bewohnt. Als älteste Siedlung des Roussillon beherrschte es die Ebene und den Verbindungsweg zwischen dem unteren Languedoc (frz. Basse Languedoc) und Katalonien. Es lag nahe genug an der Küste, um den Seeweg zu kontrollieren, dennoch weit genug im Landesinneren, um vor Überraschungsangriffen von See her sicher zu sein. Viele Völker hinterließen hier bei der Überquerung der Pyrenäen zu oder von der iberischen Halbinsel ihre Spuren. Die Stadt „Illiberi“ wurde von vielen antiken Schriftstellern bereits im 6. Jahrhundert v. Chr. als bewohnt erwähnt. Der Ortsname hat iberische Ursprünge und bedeutet „neue Stadt“ (baskisch iri + berri). Ob die von Herodot (2,33) im 5. Jahrhundert vor Chr. erwähnte Stadt (polis) „Pyrene“ mit Elne zu identifizieren ist, ist zweifelhaft.
Nach Titus Livius (21,24) schlug Hannibal 218 v. Chr. nahe der Stadt „Illiberis“ im Zusammenhang mit seinen Verhandlungen über einen freien Durchzug sein Lager auf.
Im 1. Jahrhundert v. Chr. litt das bis dahin offensichtlich stattliche „Illiberis“ unter der Konkurrenz der herangewachsenen antiken Stadt „Ruscino“ (Namensgeber des Roussillon), die zwischen dem heutigen Perpignan und dem Mittelmeer lag, und war „nicht mehr als eine bescheidener Überrest einer einstmals großen Stadt“.
Im 4. Jahrhundert n. Chr. hatte sie ihren Glanz wieder zurückerlangt. Dies ist unter anderem auf die Förderung Kaiser Konstantins zurückzuführen, der der Stadt den Namen seiner Mutter, der hl. Helena übertragen hatte, die dann „Helena“ oder „Castrum Helenae“ hieß, was auf einen befestigten Ort hindeutet. In den Mauern dieser Stadt wurde Helenas Enkel Constans 350 von Kriegern im Dienst des Usurpators Magnentius ermordet.
Nach dem Untergang des Römischen Reiches im 5. Jahrhundert und der fränkischen Invasion (nach 507, Schlacht von Vouillé) wurde Elne im 6. Jahrhundert eine der letzten Bastionen der Westgoten und Sitz eines Bistums, das es bis 1602 blieb. Als die Mauren 719 die Pyrenäen überquerten, war Elne eine der ersten Städte, die sie angriffen. Auch unter den wiederholten Befreiungsversuchen durch Pippin den Kurzen hatte Elne sehr zu leiden. Umso mehr wurde die Wiederherstellung der Sicherheit durch die Franken und Karl den Großen begrüßt.
Als die Grafen des Roussillon Unabhängigkeit erlangten, wurde Perpignan die Hauptstadt ihres Reiches, Elne blieb Sitz des Bischofs.

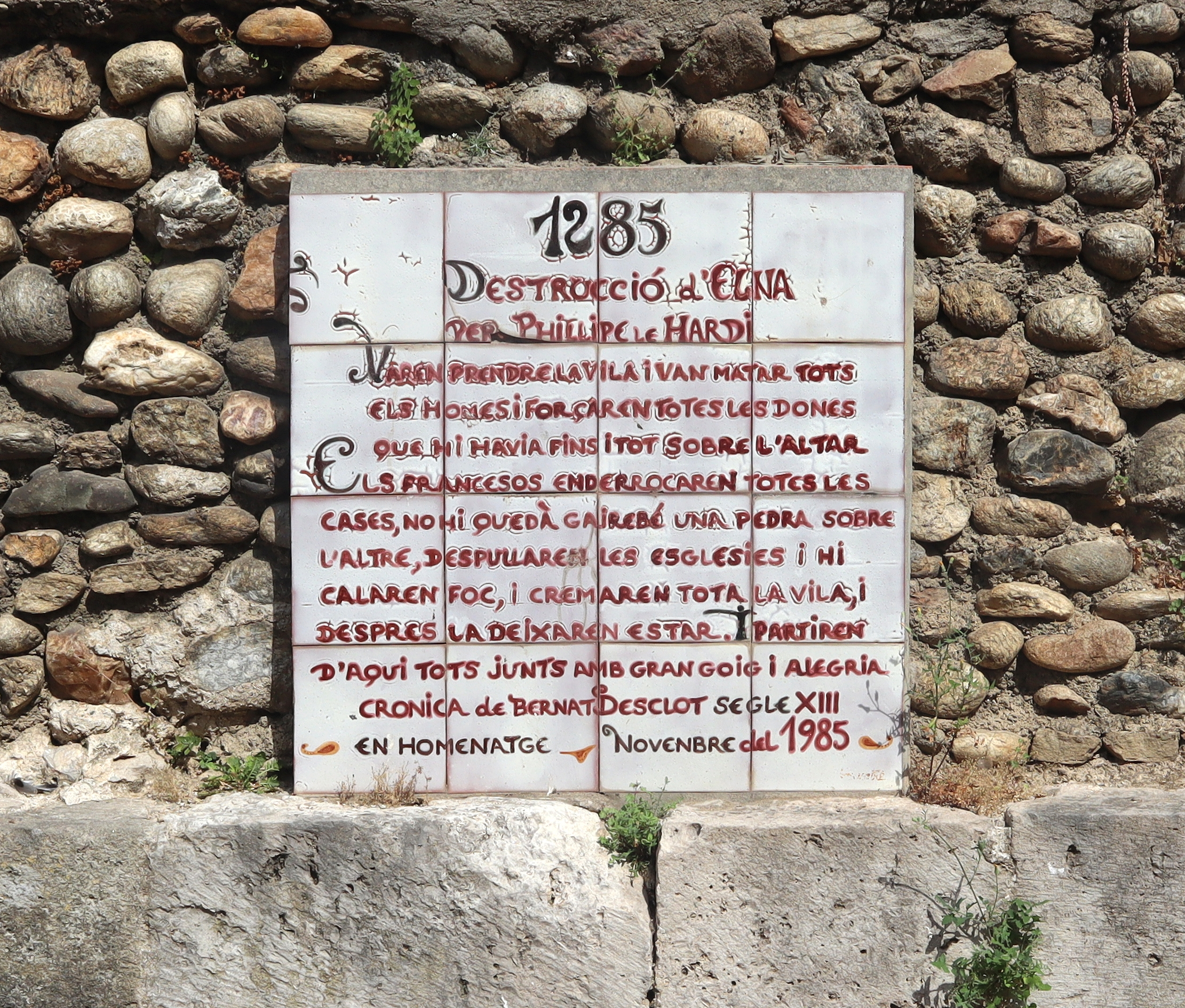
Gedenktafel, die an das Massaker von 1285 erinnert

Als die Kathedrale 1069 geweiht wurde, ersetzte sie eine ältere Kirche. Zwischen dem 12. und 14. Jahrhundert vollendeten die Domherren den Kreuzgang. 1285 wurde die Stadt unter der Herrschaft der Grafen von Barcelona geplündert, die Kathedrale in Brand gesetzt und die Menschen, die draußen Zuflucht gefunden hatten, von den französischen Truppen von Philipp dem Kühnen massakriert.
1472 revoltierten die Einwohner von Elne gegen die französische Herrschaft. Die Stadt wurde erneut besiegt, erobert und ihr Hauptmann, Bernat d'Oms, 1474 enthauptet. 1493 gelangte Elne gemeinsam mit dem ganzen Roussillon wieder zurück zum Katalanisch-Aragonesischen Königreich.
Nach 200-jährigem beständigem Wechsel kam 1602 der Bischofssitz nach Perpignan. 1641 erlitt Elne erneut einen Sieg der Franzosen und kam 1659 im Pyrenäenfrieden unter die Herrschaft Ludwigs XIV. Seitdem wandelte sich Elne zu einer Agrarstadt, die trotz ihrer wiederholten Zerstörungen durch ihre verschiedenen Invasoren ein Zeugnis ihrer vergangenen Größe blieb.
Im 20. Jahrhundert hinterließen ein Bildhauer und ein Maler ihre bleibenden Eindrücke: Aristide Maillol und Étienne Terrus. La Pomone von Maillol dient als Kriegsmahnmal. Das Atelier von Terrus, in dem Henri Matisse und André Derain zu Gast waren, brachte die Bewegung des Fauvismus hervor.

## Sehenswürdigkeiten
- die ehemalige Kathedrale, heute Pfarrkirche Ste-Eulalie-et-Ste-Julie d’Elne aus der Mitte des 11. Jahrhunderts, die im 14. und 15. Jahrhundert umgebaut, um 1404/15 mit einem Turm versehen und an der Südseite um sechs Seitenkapellen ergänzt wurde.
- der Kreuzgang aus dem 12. bis 14. Jahrhundert mit außergewöhnlich schönen romanischen Skulpturen
- die Reste der Stadtmauer der Oberstadt aus dem 13. und 14. Jahrhundert
- das Musée d’Archéologie, im Ostflügel des Kreuzgangs, mit einer Sammlung attischer Keramik aus dem 4. Jahrhundert v. Chr. und Töpferwarenexponate aus dem 15., 16. und 17. Jahrhundert
- das Musée d’Histoire, im Westflügel des Kreuzgangs, mit Exponaten zur Stadtgeschichte, wie Urkunden, Siegelstempel und Skulpturen
- das Musée Terrus mit Werken von Étienne Terrus und seinen Zeitgenossen. Allerdings wurde 2018 bekannt, dass 82 der 140 ausgestellten Bilder Fälschungen sind. Die Zukunft des Museums ist unbekannt.[2]
- die Maternité suisse d’Elne im Château d’En Bardou (mit Museum), wo von 1939 bis 1944 rund 600 Flüchtlingskinder aus dem Spanischen Bürgerkrieg und dem Zweiten Weltkrieg geboren wurden.

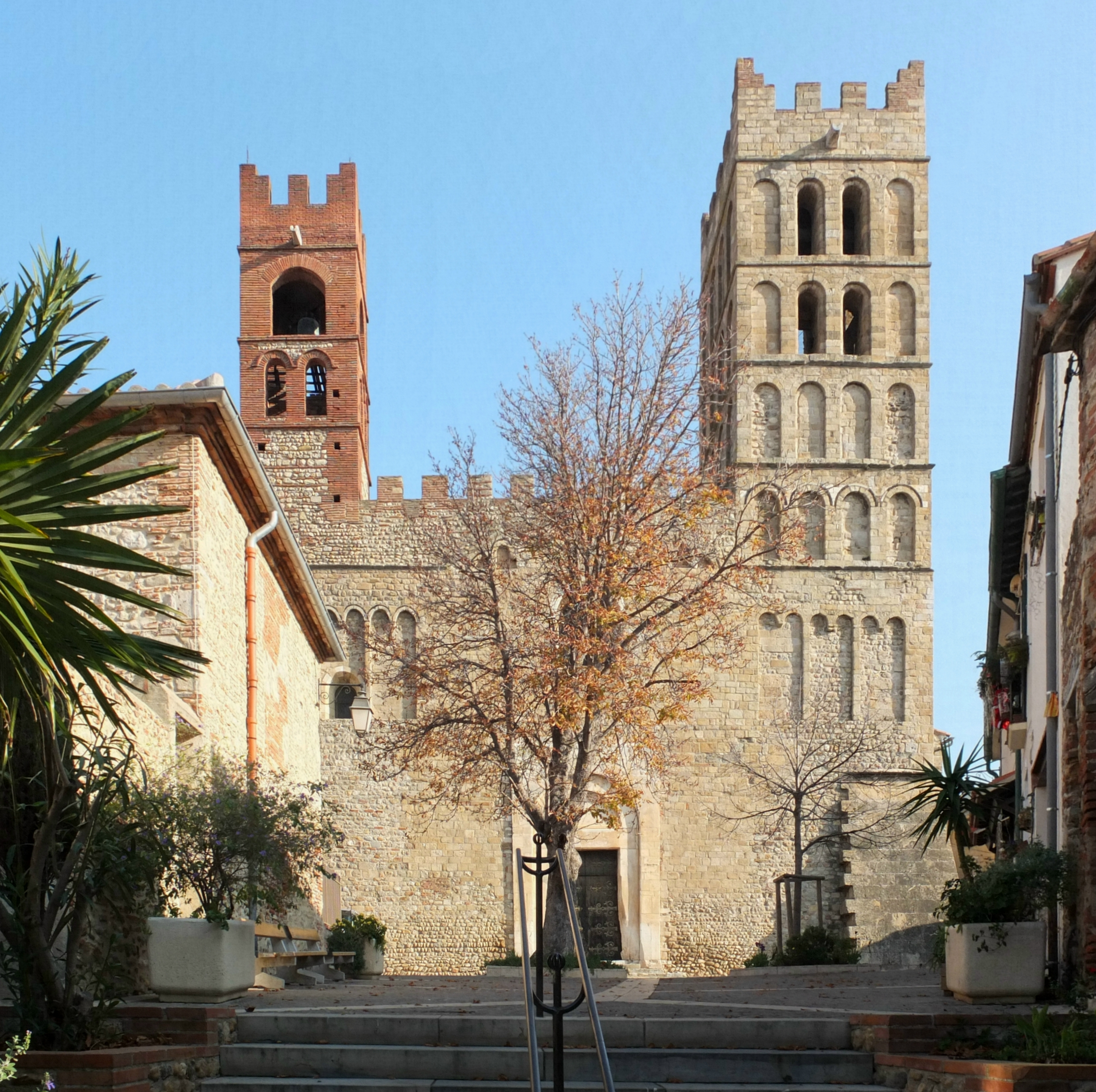
Kathedrale "Sainte-Eulalie-et-Sainte-Julie"
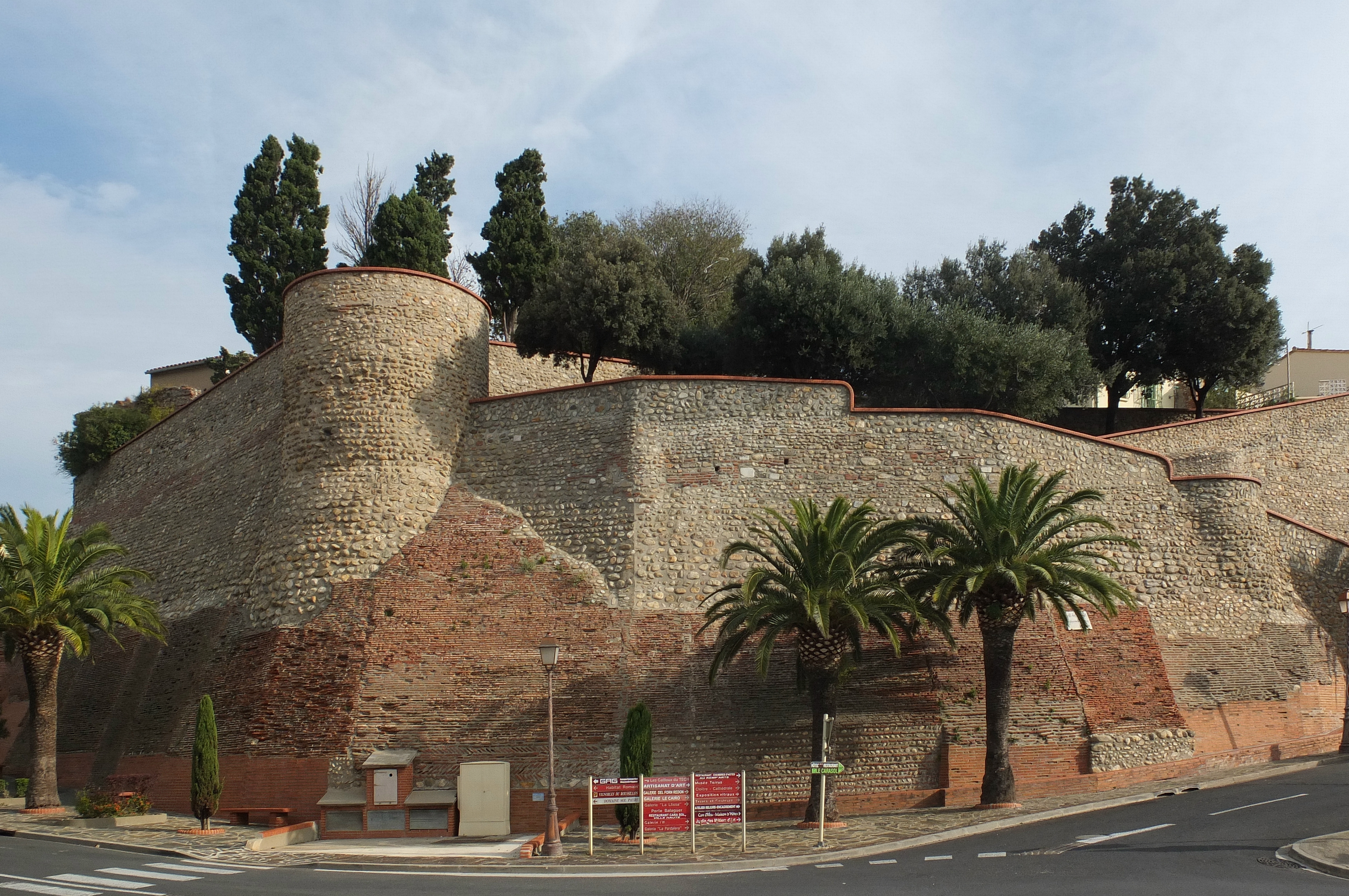
Stadtmauer
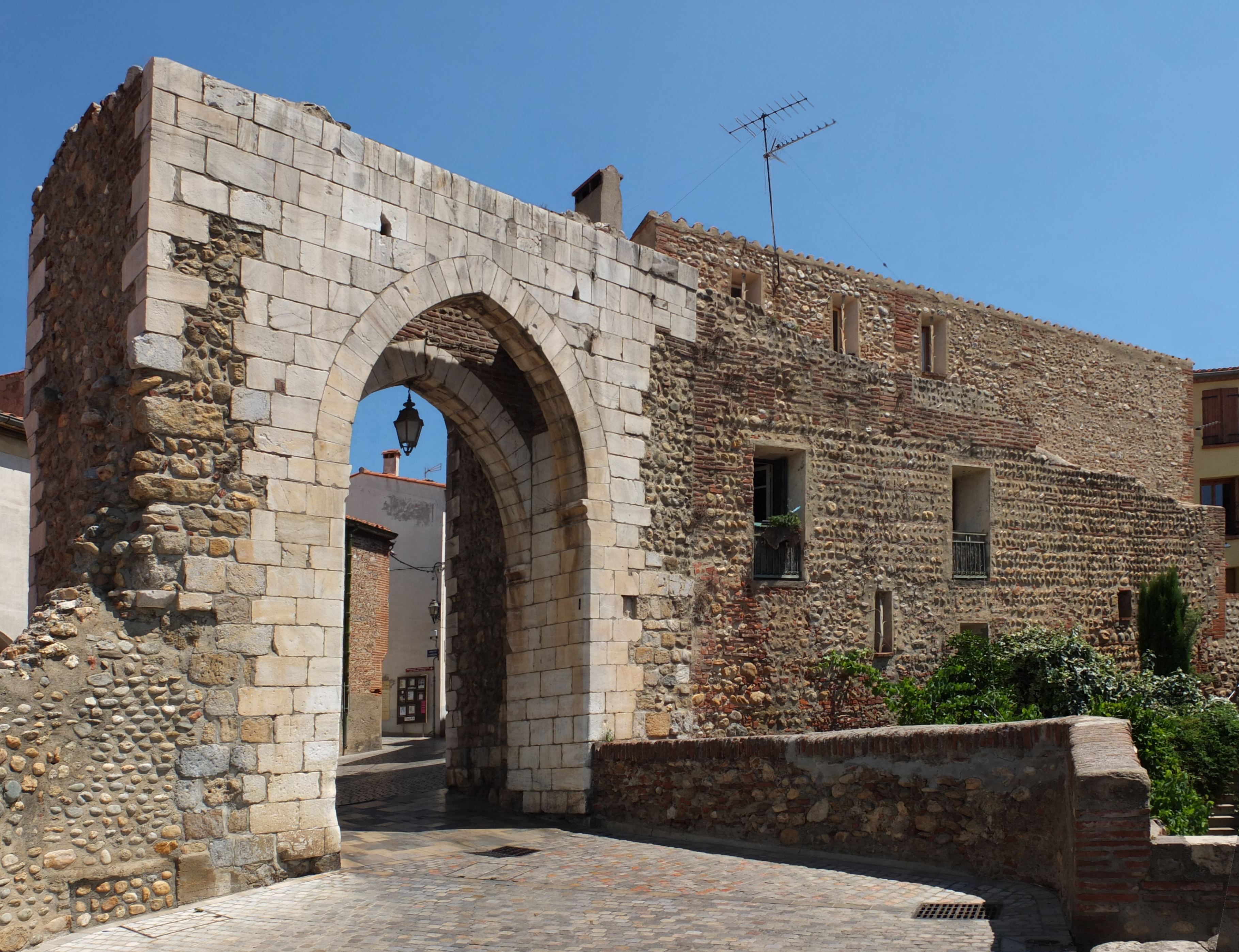
Porte de Balagué, ehemaliges Stadttor
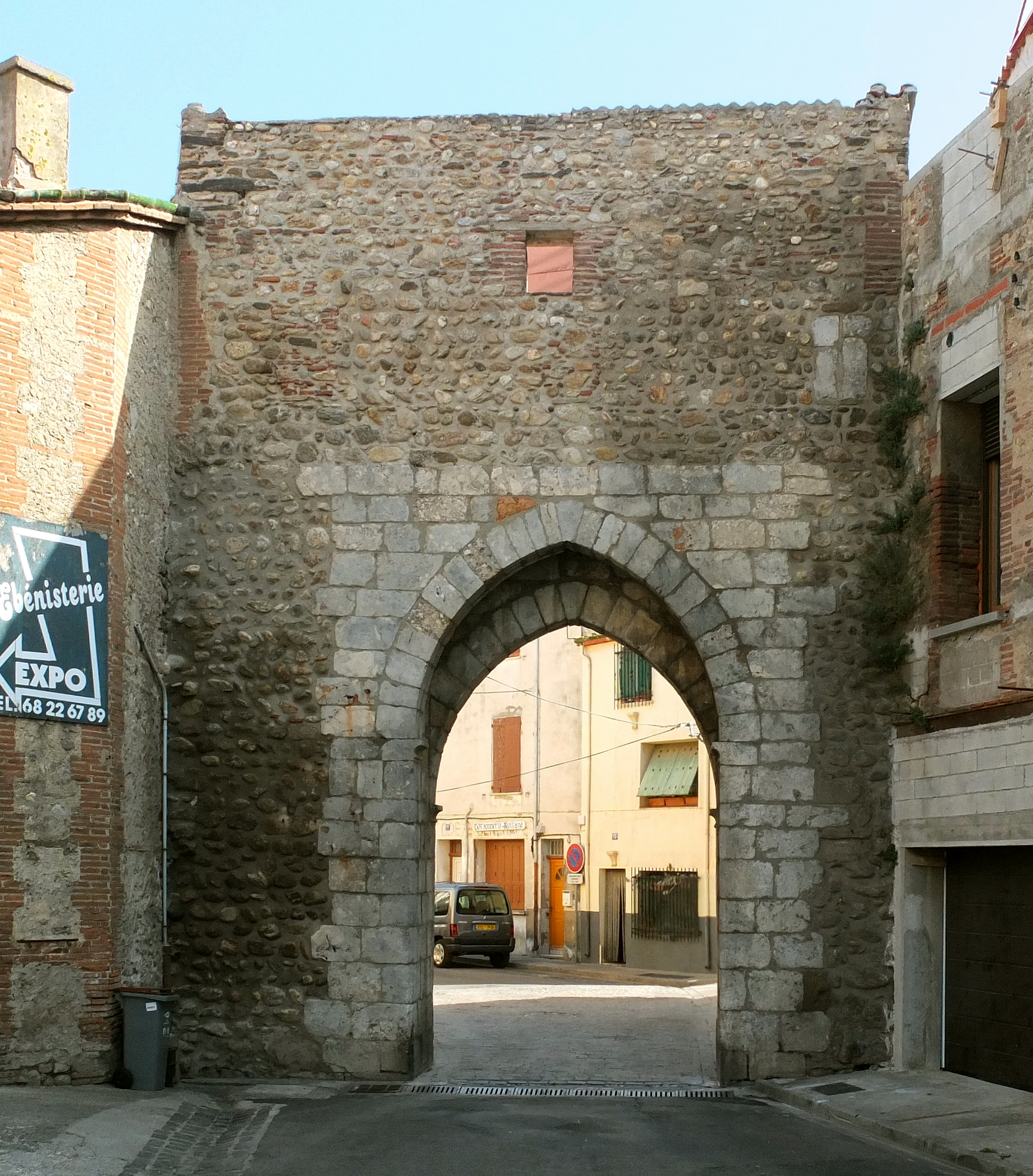
Porte de Perpignan, ehemaliges Stadttor
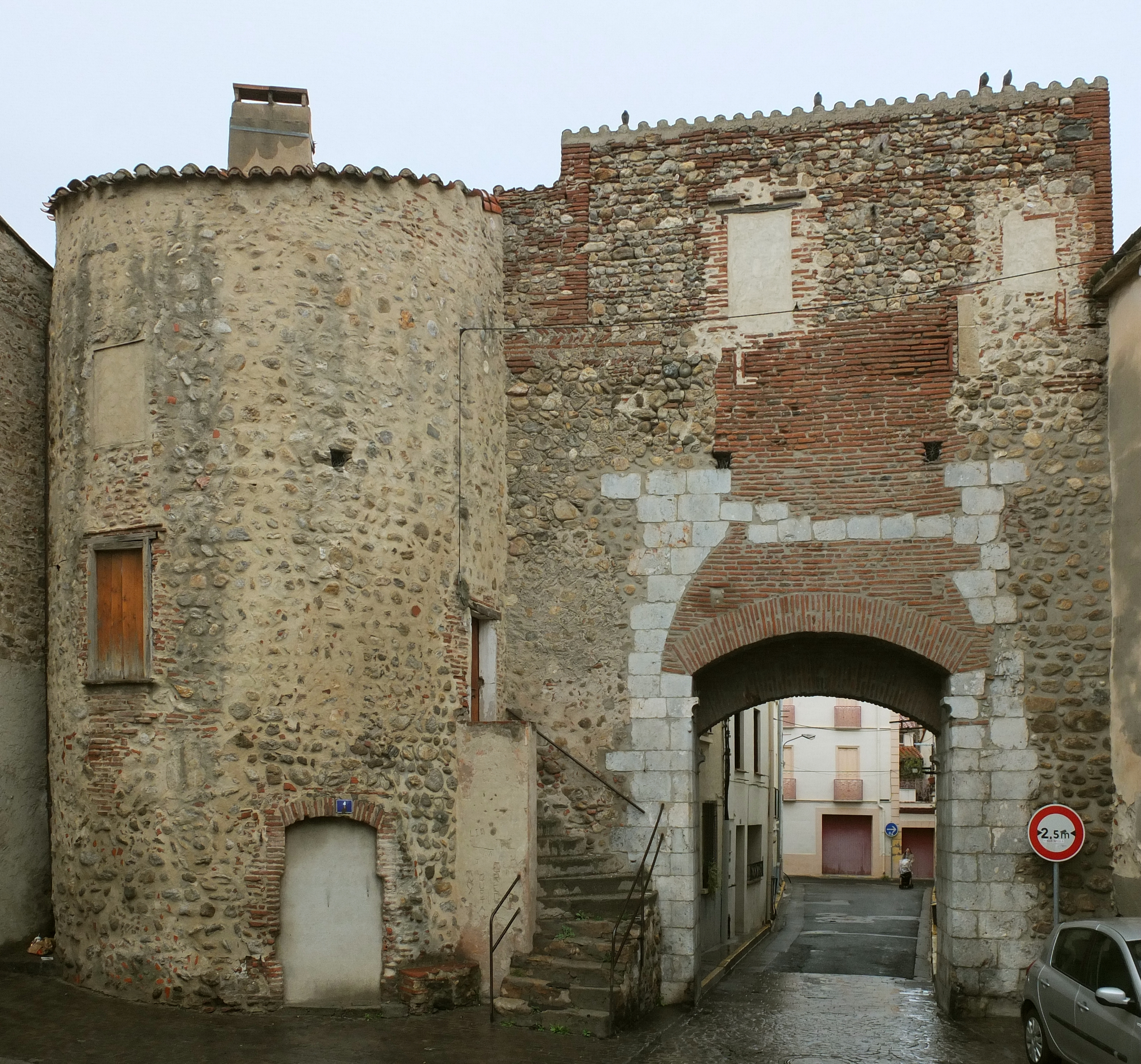
Porte de Collioure, ehemaliges Stadttor
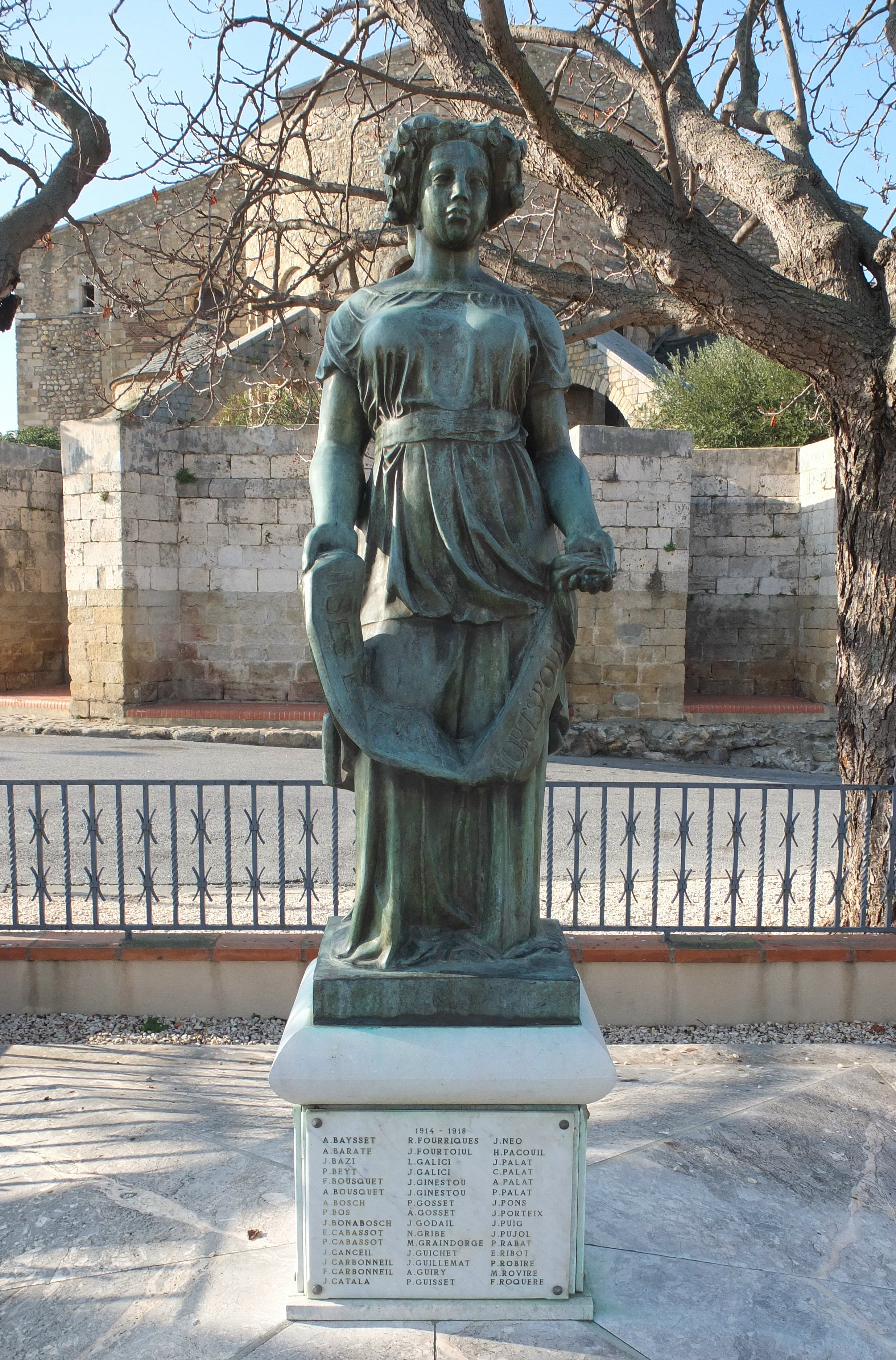
Kriegerdenkmal von Aristide Maillol
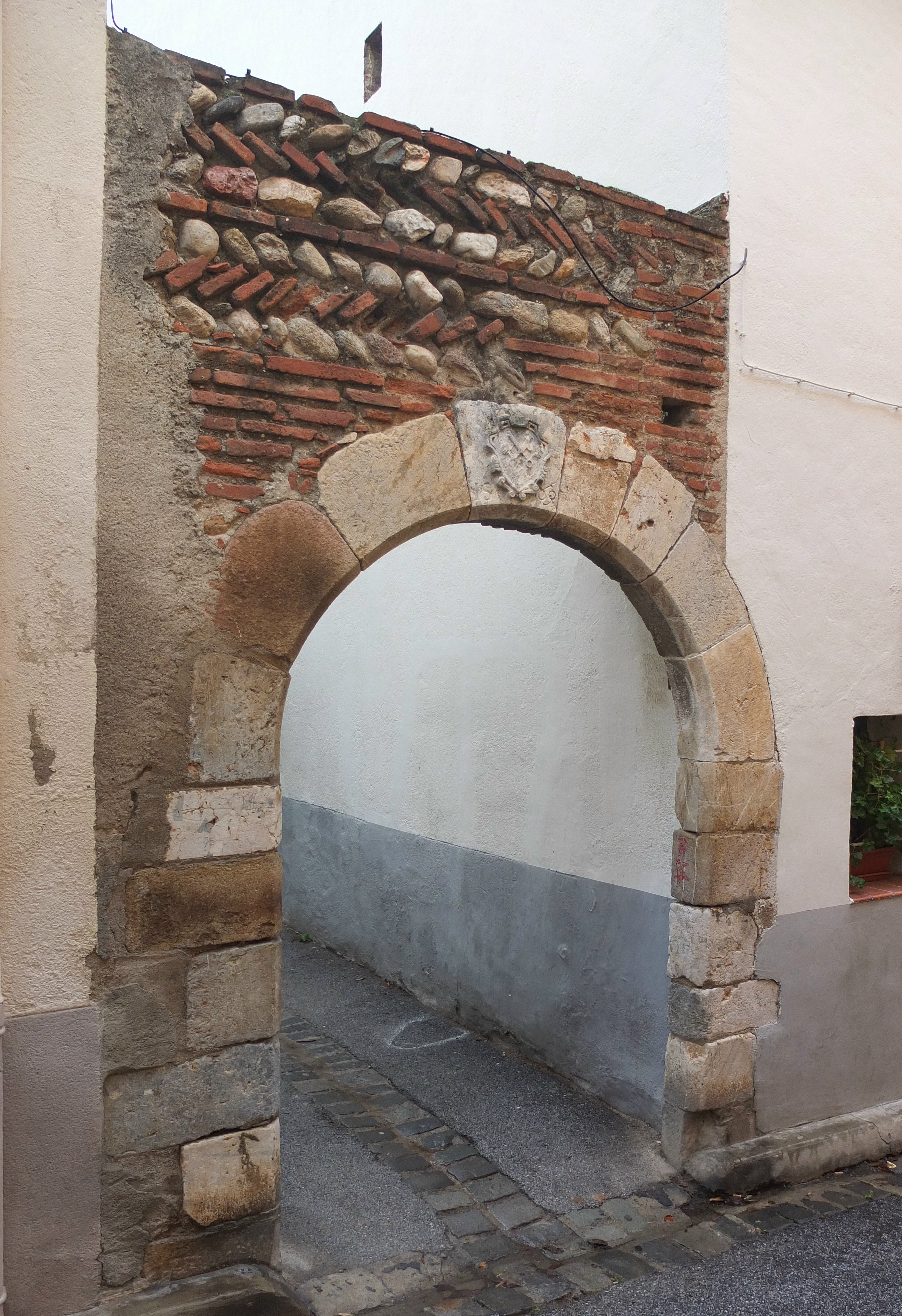
Torbogen von 1569
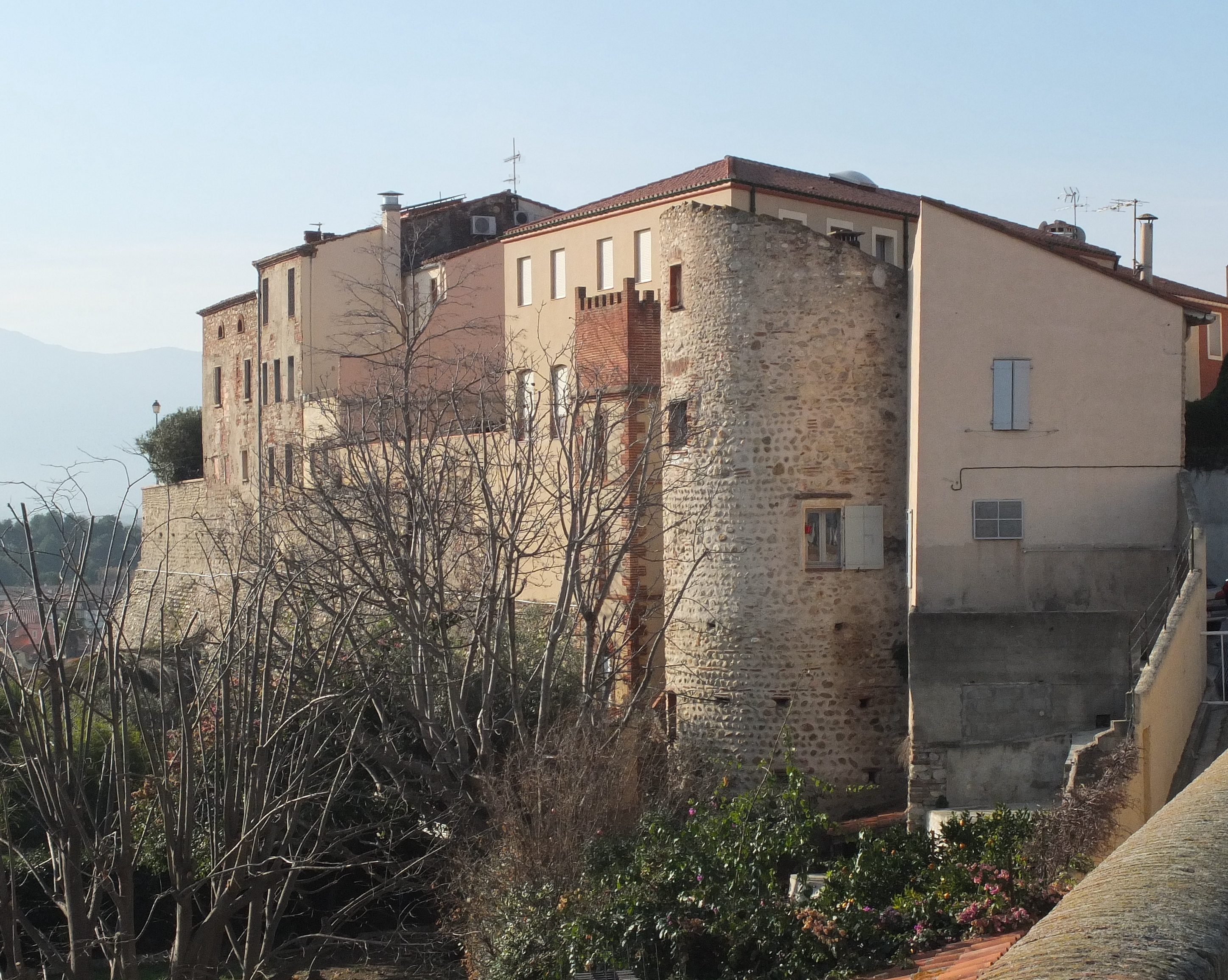
Oberstadt (Boulevard Illiberis)
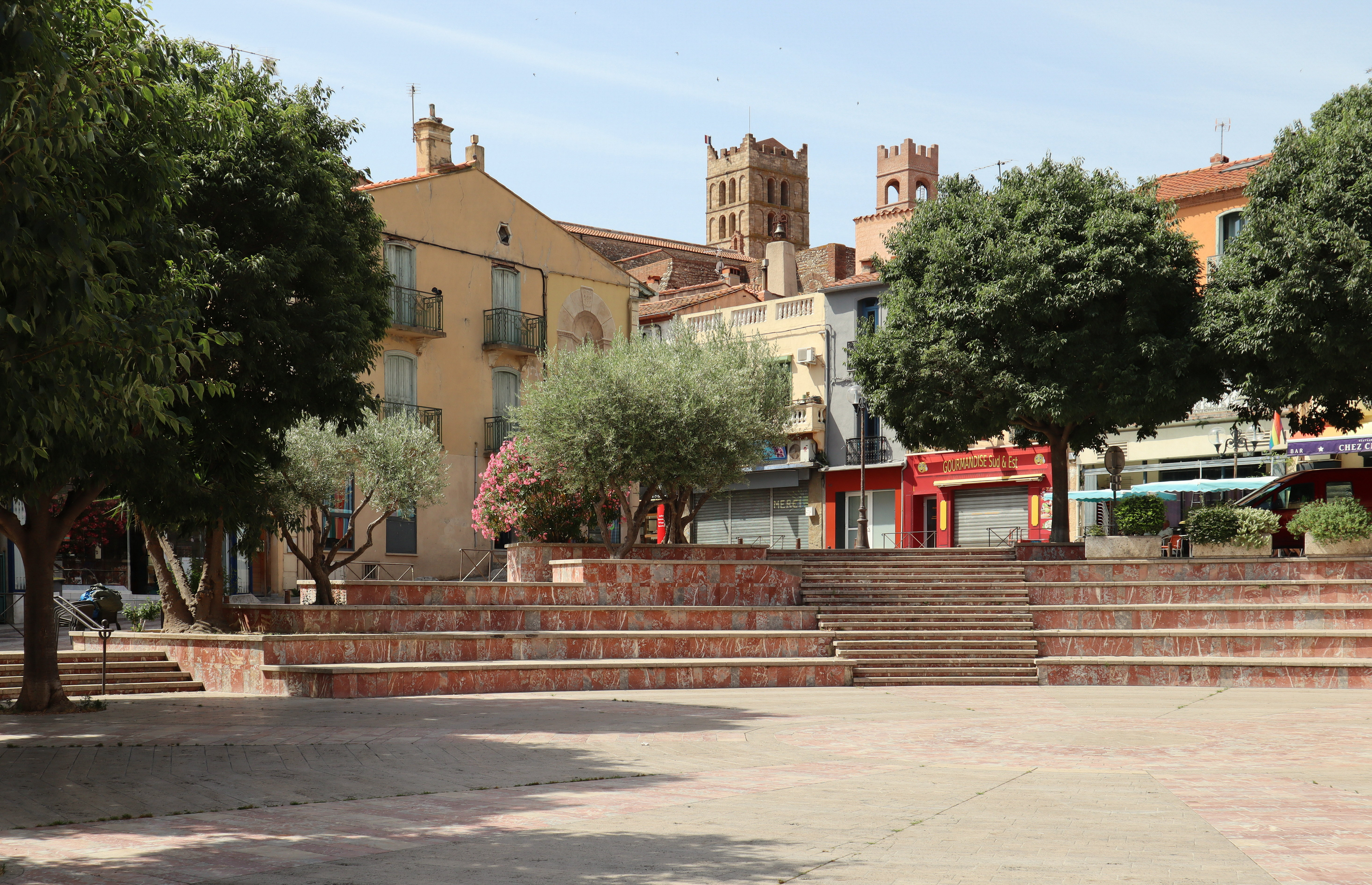
Place de la République

## Städtepartnerschaft
Partnerstadt von Elne ist seit 1990 Castelló d’Empúries in der spanischen Autonomen Gemeinschaft Katalonien.

## Persönlichkeiten
- Elisabeth Eidenbenz (1913–2011), Flüchtlingsbetreuerin, Gründerin und Leiterin der Maternité suisse d'Elne und spätere Ehrenbürgerin in Elne, Gerechte unter den Völkern

### Söhne und Töchter der Stadt
- Paul Barrère (1905–1978), Rugbyspieler in Toulon, Bayonne und Lourdes[3]
- Marguerite Blume-Cárdenas (* 1942), Bildhauerin und Zeichnerin
- Camille Cabana (1930–2002), Senator von Paris, Präsident des Institut du monde arabe von 1995 bis 2002
- Victor Martin (1940–2017), spanischer Geiger und Musikpädagoge
- Étienne Terrus (1857–1922), Maler